# Povilas Žagunis
Povilas Žagunis (* 24. August 1952 in Jotainiai, Rajon Panevėžys, Litauen) ist ein litauischer Politiker.

## Leben
1985 absolvierte Povilas Žagunis die Lietuvos žemės ūkio akademija als Ingenieur-Hydrotechniker und arbeitete im Bereich der Landwirtschaftsmelioration in einem staatlichen Betrieb, danach im privatisierten Unternehmen AB „Panevėžio melioracija“, leitete es als Direktor und wurde einige Male in die Rayonskommune Panevėžys als Abgeordneter gewählt. Seit 2004 ist er Bürgermeister der Rajongemeinde Panevėžys.
Povilas Žagunis leitet seit 2006 die Ortsgruppe der Partei Lietuvos valstiečių liaudininkų sąjunga und ist Mitglied des Rotary-Clubs. Er ist verheiratet und hat zwei Töchter.
| Personendaten    | Personendaten                              |
| ---------------- | ------------------------------------------ |
| NAME             | Žagunis, Povilas                           |
| KURZBESCHREIBUNG | litauischer Politiker                      |
| GEBURTSDATUM     | 24. August 1952                            |
| GEBURTSORT       | Jotainiai, Rayon Panevėžys, Litauische SSR |